# Speri Della Chiesa Jemoli
Speri Della Chiesa Jemoli (Varese, 25 dicembre 1865 – Varese, 9 gennaio 1946) è stato un giornalista e poeta italiano.
Nel 1893 cominciò la carriera da giornalista collaborando a L'uomo di pietra di Camillo Cima. Nel 1893 fondò il giornale Il cacciatore delle Alpi che diresse in qualità di direttore-proprietario fino al 1914.
Durante la sua vita produsse una copiosa quantità di novelle, sonetti, canzoni, madrigali, bosinate che era solito firmare con lo pseudonimo "Try Ko Kumer".

## Opere
- Vers...de lira (1901)
- I nostri buoni villici e i villici miolionari
- Don Vicente - I parvénu
- El quart d'ora de Giavan
- Quatter giaculatori a Sant Antoni del Porscell (1923)
- Sanzioneide (1936)
- Sonetti prostatici (postumo 1975)